# Barei
Bárbara Reyzábal González-Aller, més coneguda com a Barei (Madrid, 28 de març de 1982), és una cantant i compositora espanyola. Va representar Espanya al Festival de la Cançó d'Eurovisió de 2016 amb la cançó en anglès Say Yay! Va acabar en 22è lloc.

## Discografia

### Àlbums d'estudi
- Billete para no volver (2011)
- Throw the Dice (2015)

### Senzills
- Play (2012)
- Another's Life (2013)
- Foolish Nana (2013)
- Wildest Horses (2014)
- You Fill Me Up (2014)
- Time To Fight (2015)
- Get Up and Go (2015)
- Say Yay! (2016)